# Stefan Allbäck
Stefan Allbäck, född 15 september 1947 i Örgryte, är en svensk fotbollsspelare, företagsledare och tidigare sportchef i ÖIS. Han är far till Marcus Allbäck.

## Fotbollstiden
Stefan Allbäck spelade allsvenskt med Örgryte IS under 1970-talet och har haft olika funktioner i klubben. Han var under flera år sportchef/fotbollsansvarig men avgick 2006 i samband med att elitfotbollen gick över i Örgryte Sport AB.  

## Ekonomiska oegentligheter
Stefan Allbäck var försatt i personlig konkurs i 14 år (1995 till 2010) efter en misslyckad fastighetsaffär. Bolaget Stefan Allbäck Byggnads AB ägs till 75% av hans fru Maj-Britt Allbäck som även är VD i bolaget. Stefan Allbäck har varit anställd i sin frus bolag mot en blygsam ersättning för låg för utmätning av kronofogden.

### Muthärvan i Göteborg
Stefan Allbäck uppmärksammades i SVT:s Uppdrag granskning i april 2010 som misstänkt för bestickning och saltade fakturor med kommunala tjänstemän i Göteborg inblandade, bland andra Sune Larsson och Leif Andersson. De påstått inblandade nekade kategoriskt i dokumentären. I november-december 2010 delgavs Stefan Allbäck misstanke för flera fall av bl.a. grov bestickning och medhjälp till grov trolöshet mot huvudman  av statsåklagare Nils-Eric Schultz.
Den 18 oktober 2013 fälldes Stefan Allbäck i Göteborgs tingsrätt för bestickning.
Påföljden är villkorlig dom och 80 dagsböter på sammanlagt 32 000 kronor. Bolaget Stefan Allbäcks byggnads AB ska även betala en företagsbot på 100 000 kronor.